# Gordonia elliptica
Gordonia elliptica là một loài thực vật có hoa trong họ Theaceae. Loài này được Gardner mô tả khoa học đầu tiên năm 1847.